# 默哈讷迪河
默哈讷迪河（英語：Mahanadi River，梵语意为“伟大的河流”）是印度东部的一条河流，发源自恰蒂斯加尔邦西部，向东流入奥里萨邦，最后汇入孟加拉湾。全长858公里。是重要的农业灌溉水源。

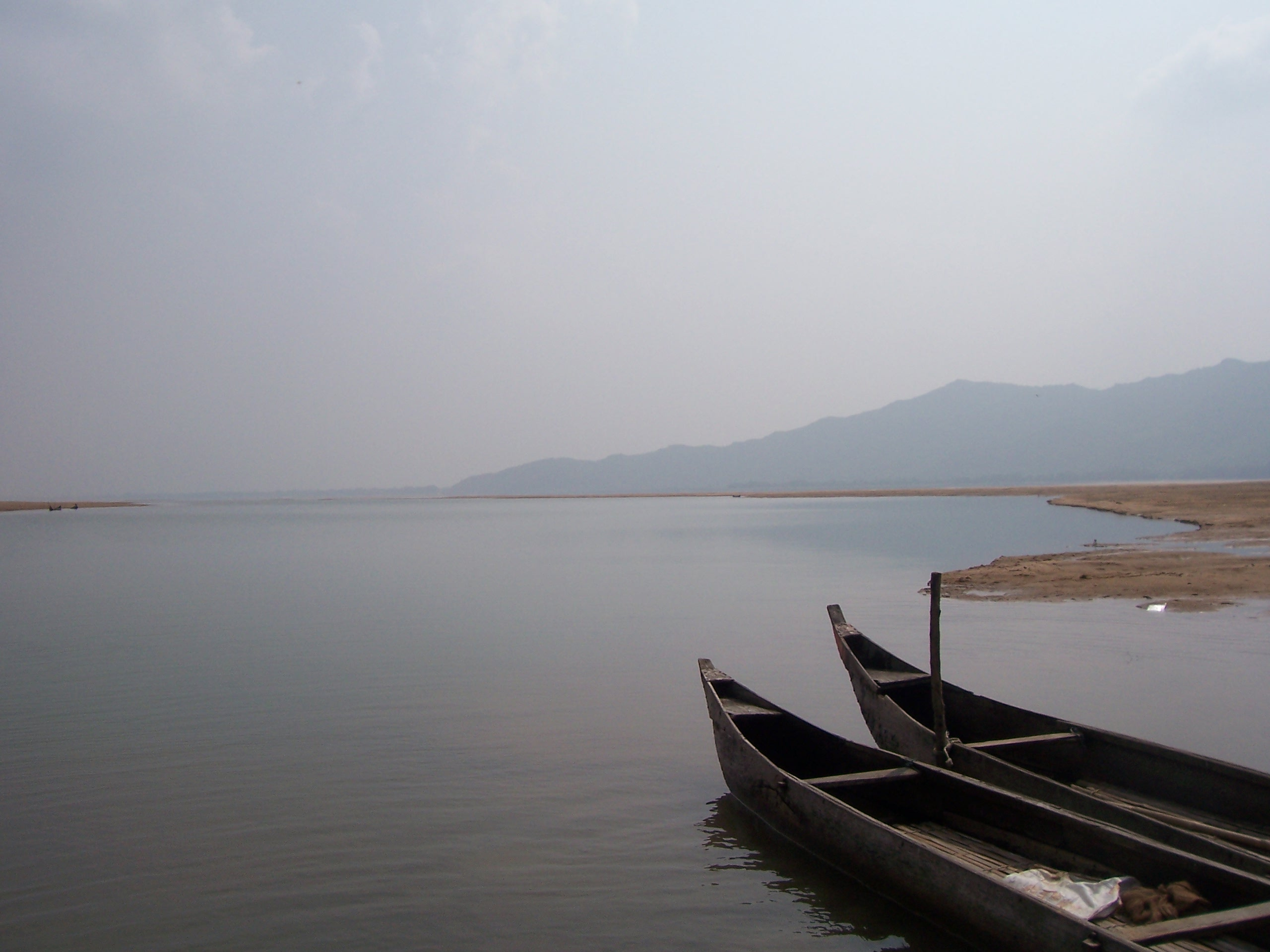
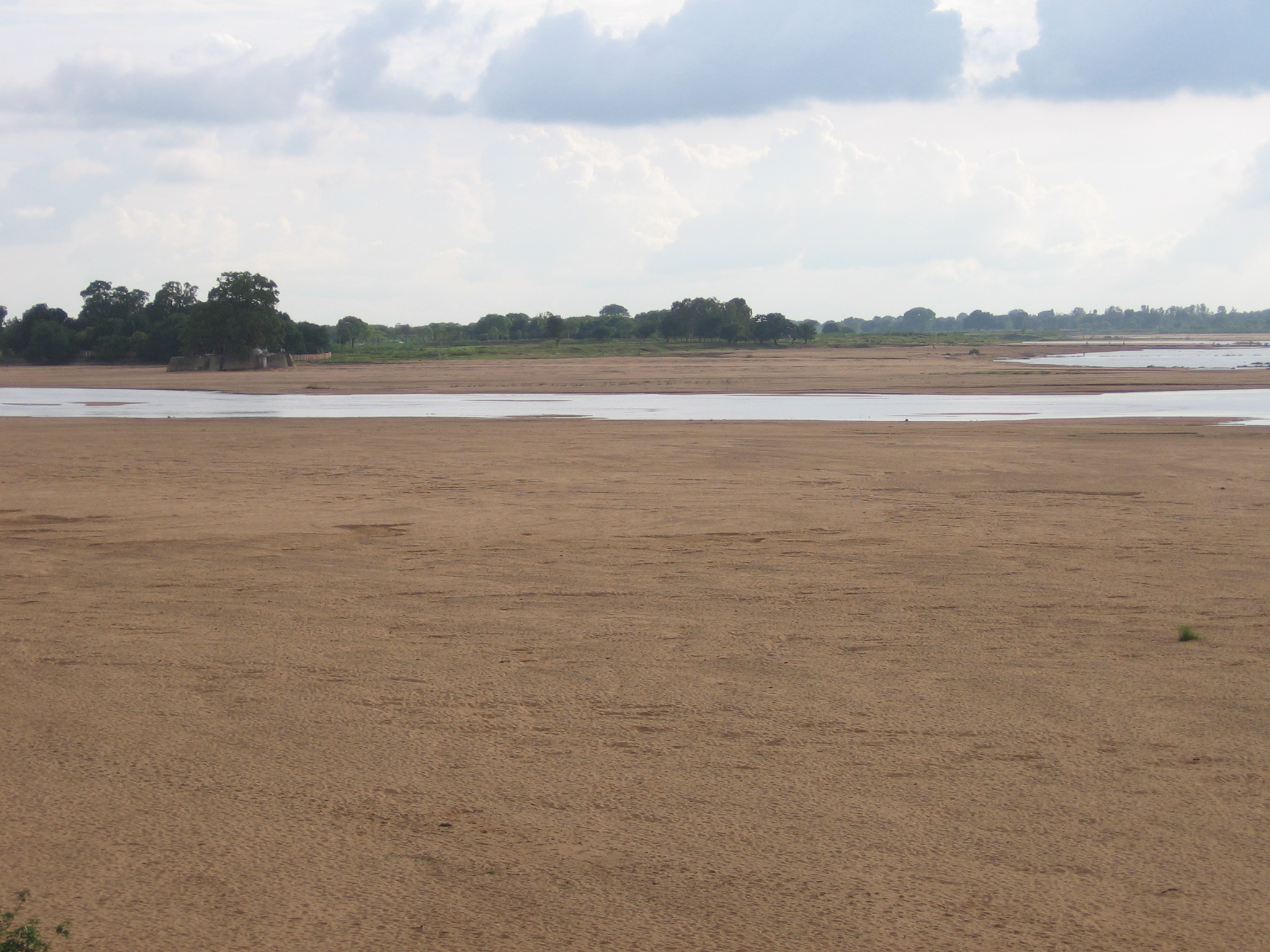
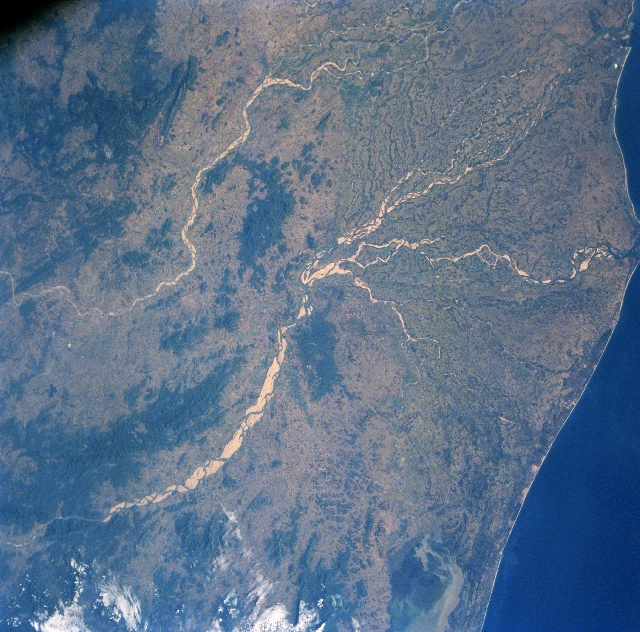
三角洲